# Gorenji Leskovec
Gorenji Leskovec este o localitate din comuna Krško, Slovenia, cu o populație de 89 de locuitori.